# Octonoba yaginumai
Espèce
Octonoba yaginumai est une espèce d'araignées aranéomorphes de la famille des Uloboridae.

## Distribution
Cette espèce est endémique des îles Okinawa dans l'archipel Nansei au Japon,. Elle se rencontre sur Okinawa Hontō.

## Description
Le mâle holotype mesure 3,68 mm et la femelle paratype 3,81 mm.

## Étymologie
Cette espèce est nommée en l'honneur de Takeo Yaginuma.

## Publication originale
- Yoshida, 1981 : Seven new species of the genus Octonoba (Araneae: Uloboridae) from the Ryukyus, Japan. Acta Arachnologica, vol. 30, no 1, p. 21-32 (texte intégral).